# Atanraoi Baiteke
Atanraoi Baiteke est un diplomate gilbertin.

## Biographie
Durant la période d'autonomie politique qui précède la pleine indépendance des Kiribati, il travaille comme haut fonctionnaire au ministère de l'Éducation, de la Formation et de la Culture. À l'indépendance du pays en 1979, il est nommé secrétaire permanent au ministère des Affaires étrangères, et conjointement ambassadeur itinérant des Kiribati, accrédité auprès de l'Australie, de la Chine, des États-Unis, du Japon, de Nauru, de la Nouvelle-Zélande, du Royaume-Uni et des Tuvalu. Il exerce ces fonctions jusqu'en 1987, et est fait officier de l'ordre de l'Empire britannique en reconnaissance des services rendus
De 1989 à 1993, il est le secrétaire général de la Commission du Pacifique Sud. Son mandat doit s'achever en 1992, mais est prolongé de quelques mois en raison de la mort de son successeur prévu, le Néo-Calédonien Jacques Iekawé.